# You Don’t Know Me (Jax Jones-dal)
A You Don't Know Me című dal az angol DJ- producer Jax Jones és a szintén angol Raye énekesnő közös dala, mely 2016 december 9-én jelent meg az Egyesült Királyságban a Polydor kiadónál. A dal az angol kislemezlista 3. helyéig jutott.
A dalt a német Booka Shade 2005-ös slágere a BodyLanguage ihlette, valamint a dalhoz a "bassline" samplereket használták fel.

## Videóklip
A dal feliratos videóklipje 2016 decemberében került fel Jax Jones hivatalos YouTube csatornájára. majd megjelent a dal videóklipjének második változata is.

## Megjelenések
CD Single  Polydor 0602557587258
- You Don't Know Me - 3:34
- You Don't Know Me (Acoustic Version) - 3:43

## Slágerlista
| Chart (2016–17)                           | Peak position |
| ----------------------------------------- | ------------- |
| Ausztrália (ARIA)                         | 12            |
| Ausztria (Ö3 Austria Top 40)              | 7             |
| Belgium (Ultratop 50 Flanders)            | 2             |
| Belgium (Ultratop 50 Wallonia)            | 2             |
| Kanada (Canadian Hot 100)                 | 73            |
| Csehország (Rádio Top 100)                | 12            |
| Csehország (Singles Digitál Top 100)      | 13            |
| Denmark (Tracklisten)                     | 6             |
| Finnország (Singlet Top 20)               | 10            |
| France (SNEP)                             | 6             |
| Németország (Media Control Charts)        | 3             |
| Magyarország (Dance Top 40)               | 31            |
| Italy (FIMI)                              | 9             |
| Hollandia (Top 40)                        | 6             |
| Hollandia (Single Top 100)                | 8             |
| Norway (VG-lista)                         | 7             |
| Lengyelország (Polish Airplay Top 20)     | 13            |
| Skócia (Scottish Singles Top 40)          | 3             |
| Szlovákia (Rádio Top 100)                 | 36            |
| Szlovákia (Singles Digitál Top 100)       | 9             |
| Spanyolország (PROMUSICAE)                | 14            |
| Sweden (Sverigetopplistan)                | 6             |
| Svájc (Schweizer Hitparade)               | 5             |
| Egyesült Királyság (UK Singles Chart)     | 3             |
| US Hot Dance Club Songs (Billboard)       | 33            |
| US Hot Dance/Electronic Songs (Billboard) | 17            |